# Will Butler (baloncestista)
Willesley Junior Butler (n. Saint Catherine, Jamaica, 23 de diciembre de 1996) es un jugador de baloncesto profesional jamaicano. Mide 2,02 metros y juega en la posición de pívot, actualmente pertenece a la plantilla del Umeå BSKT de la Basketligan.

## Carrera deportiva
Will es un pívot formado en Pensacola State College durante dos temporadas, hasta que en 2018 ingresó en la Universidad de Alabama para jugar la NCAA con los UAB Blazers a los que defendió durante dos temporadas en la NCAA. Durante la temporada 2019-20, su última en el baloncesto universitario disputó una media de 22 minutos en los que promedió 8,7 puntos y 4,5 rebotes.
El 6 de octubre de 2020, se incorpora a la plantilla del Levitec Huesca de la Liga LEB Oro firmando por una temporada, lo que sería su debut profesional.
En la temporada 2021-22, firma por el Umeå BSKT de la Basketligan.